# Томас, Эдвард Ллойд
Эдвард Ллойд Томас (англ. Edward Lloyd Thomas) (23 марта 1825 — 8 марта 1898) — американский военный, генерал армии Конфедерации во время американской гражданской войны.

## Ранние годы
Томас родился в штате Джорджия, в округе Кларк, в семье Эдварда Ллойда Томаса и Мэри Хог. Он был самым младшим среди своих 10-ти братьев. Он поступил в Оксфордский колледж при университете Эмори, по окончании некоторое время занимался фермерством, а с мая 1847 по август 1848 участвовал в мексиканской войне в звании второго лейтенанта. Он служил в отдельной джорджианской кавалерийской роте. Три его брата стали офицерами в армии Конфедерации: Генри Филип стал полковником 16-го джорджианского полка и погиб в сражении при Форт-Сандерс, Ловик Пирс I стал капитаном и квартирмейстером 35-го джорджианского полка, а Уэсли Уэйлс служил майором в кавалерийском «Легионе Филипа».

## Гражданская война
После сецессии Джорджии, в октябре 1861 года, Томас стал полковником 35-го Джорджианского полка. Первоначально полк входил в состав бригады Джонстона Петтигрю. Он сражался под Йорктауном и отступал к Ричмонду, где в сражении при Севен-Пайнс Петтигрю был ранен, а бригада расформирована. После этого полк был переведен в бригаду Джозефа Андерсона, в «Легкой дивизии» генерала Эмброуза Хилла. В начале Семидневной битвы Томас был ранен в бою у Бивердем-Крик. Рана оказалась несерьезной и Томас остался в строю. 35-й джорджианский хорошо проявил себя в том сражении; из всей бригады Андерсона он один сумел прорваться на восточный берег реки, занять там плацдарм и удерживать его некоторое время.
Когда Андерсон покинул бригаду и возглавил компанию «Tredegar Iron Works», полковник Томас возглавил бригаду, а 1 ноября 1862 года был повышен до бригадного генерала). К началу Северовирджинской кампании бригада состояла из четырёх джорджианских полков:
- 14-й Джорджианский пехотный полк: полковник Роберт Фолсом
- 35-й Джорджианский пехотный полк
- 45-й Джорджианский пехотный полк: майор Вашингтон Грайс
- 49-й Джорджианский пехотный полк: подполковник Себорн Мэннинг

Он остался на этом посту до конца войны и принял участие практически во всех сражениях Северовирджинской армии. Томас хорошо проявил себя в сражении у Кедровой Горы, и затем сражался на трудном участке боя во втором сражении при Булл-Ран. В ходе мерилендской кампании бригада Томаса участвовала в сражении за Харперс-Ферри и после взятия города была оставлена там, из-за чего пропустила сражение при Энтитеме.
Когда Эмброуз Хилл стал командиром корпуса, бригада Томаса оказалась в составе дивизии Уильяма Пендера. Бригада Томаса так и не была введена в бой в сражении при Геттисберге. 1 июля, в первый день сражения, во время атаки дивизии Пендера бригаду держали в резерве до конца боя. 2 июля вся дивизия не участвовала в боях, а 3 июля, когда генерал Ли искал свежие части для атаки Семинарского хребта, он почему-то не воспользовался этой бригадой. В итоге за всю кампанию бригада потеряла только 152 человека.
Когда Пендер получил смертельное ранение в битве при Геттисберге, Томас остался старшим после него по званию, однако он не смог стать дивизионным командиром: он был джорджианцем, а бригады в дивизии были в основном северокаролинские. В итоге бригада Томаса оказалась в составе дивизии Кадмуса Уилкокса и сражалась в этой дивизии до конца войны.

## Послевоенная деятельность
После войны Томас вернулся в Джорджию и занялся фермерством около Ковингтона. В 1885 году президент Кливленд назначил его на должность специального агента земельного бюро в Канзасе. Позже он работал в агентстве «Sac and Fox Agency» в Оклахоме, занимаясь взаимодействием с индейцами. Он умер в 1898 году в Южном Макалистере, Индейская территория, и был похоронен в Киова, штат Оклахома.